# Orel Degani
Orel Degani (hebr. אוראל דגני, ur. 8 stycznia 1989 w Pardes Channa-Karkur) – izraelski piłkarz występujący na pozycji obrońcy w klubie Hapoel Tel Awiw, do którego trafił w 2016 roku.

## Kariera klubowa
Profesjonalną karierę piłkarską Degani rozpoczął w Maccabi Netanja, z którego zimą 2012 roku przeniósł się do Maccabi Hajfa. Latem 2013 roku został na rok wypożyczony do klubu Hapoel Tel Awiw.

## Kariera reprezentacyjna
W reprezentacji Izraela zadebiutował 17 listopada 2010 roku w towarzyskim meczu z Islandią. Na boisku pojawił się w 78 minucie.